# Klavierkonzert (Grieg)
Das Klavierkonzert a-Moll op. 16 ist das einzige Konzert des norwegischen Komponisten Edvard Grieg, das er vollendet hat.

## Geschichte
Schon als Student am Konservatorium in Leipzig hörte er um 1858 Clara Schumann das a-Moll-Konzert ihres Mannes spielen und war inspiriert. Das Konzert von Grieg entstand in Søllerød, Dänemark, wo er mit seiner Braut Nina Hagerup im Urlaub war. Es wurde im Jahre 1868 komponiert und am 3. April 1869 in Kopenhagen uraufgeführt. Solist war Edmund Neupert.
Danach hat Grieg bis 1907 wenigstens sieben Mal Bearbeitungen dazu gemacht. Als Grieg 1870 in Rom Franz Liszt traf, spielte dieser das Konzert und war sehr begeistert darüber, machte Grieg jedoch noch einige kompositorische Vorschläge dazu. Es wurde 1872 erstmals publiziert.

## Instrumentierung
Zwei Flöten, zwei Oboen, zwei Klarinetten, zwei Fagotte, vier Hörner, zwei Trompeten, drei Posaunen sowie Pauken, Soloinstrument und Streicher.

## Zur Musik
Edvard Grieg war Bewunderer Robert Schumanns. So ähnelt sein Klavierkonzert auch Schumanns Klavierkonzert a-Moll op. 54  und hat mit ihm die Tonart a-Moll gemeinsam. Eine noch größere Ähnlichkeit hat es allerdings, vor allem die signifikanten Eröffnungstakte des Kopfsatzes, mit dem 1867/1868 entstandenen Klavierkonzert (a-Moll) seines guten Freundes August Winding. Beide Konzerte erlebten ihre Uraufführung mit dem Orchester des musikerforeningen kurz hintereinander, Griegs Opus 16 nach Windings Opus 16, im großen Saal des Kopenhagener Casino teatret.
Ferner ließ sich Grieg bei der Komposition von dem norwegischen Springtanz Halling inspirieren, dessen Rhythmus im ersten und im dritten Satz auftritt.

### Erster Satz
Der erste Satz ist ein kurzes Allegro molto moderato. Formal ist er nach der Sonatenhauptsatzform aufgebaut. Jedoch fällt das einleitende Orchestervorspiel, das die beiden Themen vorstellt, so wie es in der Klassik üblich war und auch bei Chopins beiden Klavierkonzerten zu finden ist, weg. Das Orchestervorspiel ist vielmehr auf ein Paukencrescendo reduziert, nachdem das Klavier ähnlich wie im Klavierkonzert a-Moll von Robert Schumann mit herabstürzenden a-Moll Dreiklängen einsetzt. Mit dem Einsetzen des Orchesters in Takt 7 beginnt die Exposition des Satzes mit der Vorstellung des ersten Themas. Dieses erste marschähnliche Thema, von den Holzbläsern und Hörnern vorgetragen, wird fortgeführt bis zu den abschließenden Akkorden T. 18. Mit T. 19 beginnt das Klavier mit der Wiederholung des ersten Themas genau so, wie das Orchester es vorgetragen hat. Danach (T. 31) folgt eine Passage mit herabstürzenden Akkorden mit Vorschlägen im Klavier, die zweimal wiederholt werden und schließlich mit einer chromatischen Terztonleiter direkt in eine Schlussgruppe des ersten Themas führen, ein kurzes Duett zwischen Klavier und Oboe, die das Echo spielt. Ein aufsteigendes Arpeggio im Klavier leitet über zum zweiten Thema (T. 48).
Mit seiner Ruhe und unendlichen Weite bildet es den perfekten Gegensatz zum marschierenden ersten Thema. Wieder wird das Thema erst vom Orchester vorgespielt und dann vom Solisten wiederholt (ab T. 53). Es kommt zu einer steigernden Fortführung bis zum Triller in der rechten Hand des Soloparts und dem folgenden Orchesterzwischenspiel gleichzeitig die Schlussgruppe. Die Durchführung greift das erste Thema in Flöte und Horn auf, begleitet werden sie jeweils von Arpeggien im Klavier. Zwei Anläufe braucht diese Melodie, bis das Klavier beim dritten Mal (T. 101) mit einem großen Arpeggio die Stimmung gekippt hat. Fast zornig taucht jetzt auch das erste Thema in den Blechbläsern auf. Das Klavier führt wieder fort und spätestens mit den Akkordstürzen in T. 110 wird klar, dass die Reprise naht.
Die Reprise beginnt in T. 117 mit dem Klavier, die Vorstellung durch das Orchester fällt weg. Sie gleicht zu Beginn genau der Exposition, erst in der Passage mit den oben erwähnten herabstürzenden Akkorden mit den Vorschlägen (jetzt T. 129) nimmt es eine Wendung, sodass die Schlussgruppe des ersten Themas mit dem Duett zwischen Klavier und Oboe (T. 141) jetzt in D-Dur auftaucht, passend zur Tonart des nun folgenden zweiten Themas in A-Dur, angezeigt auch durch einen Vorzeichenwechsel (T. 147). Dieses Thema wird ähnlich wie in der Exposition weitergeführt und zu einem Doppeltriller gebracht. In fünf Takten leitet das Orchester jetzt zur Solokadenz über. Diese greift in ihrem Mittelteil (T. 177) das erste Thema auf, auch nach einem chromatischen Abgang ist wieder das erste Thema in T. 187 zu hören. Gegen Ende der Kadenz wird es kräftig und der dynamische Höhepunkt des Abschlusstrillers lässt das kräftige Einsetzen des Orchesters erwarten. Stattdessen verklingt der Triller leise und das Orchester setzt auch leise ein. In der Coda wechselt noch einmal das Tempo (T. 210) und ein neues Thema in Oboe und Fagott taucht auf, das Klavier nimmt das Thema kurz auf, steigert jedoch bis zu den herabstürzenden Akkorden wie am Anfang, und mit kräftigen a-moll Akkorden endet der Satz.

### Zweiter Satz
Der zweite Satz ist ein Adagio in Des-Dur. Die Streicher stellen zu Beginn ausführlich eine verträumte Melodie vor, in der sich schließlich auch die Bläser zu Wort melden. Das Klavier antwortet mit eigenen Motiven. Klavier und Orchester treten nun in einen Dialog, bis das Klavier schließlich das anfängliche Streicherthema dieses Satzes auf kräftigere Art und Weise wiederholt. Es folgt nun wieder ein ruhigerer Dialog zwischen Klavier und Orchester. Nach einigen vom Horn begleiteten Trillern beschließt das Klavier den Satz.

### Dritter Satz
Der dritte Satz hat die Bezeichnung Allegro moderato molto e marcato. Nach einer kurzen behutsamen, aber bestimmten Einleitung durch die Holzbläser übernimmt das Klavier und stellt das rhythmische Hauptthema des Satzes vor. Nach einer kurzen Antwort des Orchesters entwickelt das Klavier sein Thema weiter, bis sich nach einem Dialog zwischen Klavier und Streichern das Orchester wieder zu Wort meldet und von den Posaunen unterstützt wird. Hier greift wieder das Klavier ein, um sein Thema zu variieren, ein Vorhaben, das vom Orchester zu Ende geführt wird. Die Soloflöte antwortet mit einer eigenen Melodie, die von immer mehr Instrumenten mitgetragen wird. Das Klavier wiederholt die Melodie der Flöte, um sie, von den Streichern begleitet, zu variieren. Als danach vorübergehende Ruhe einkehrt, greift das Klavier sein Hauptthema dieses Satzes wieder auf, um es im Dialog mit dem Orchester zu entwickeln. Nachdem ein Orchestertutti dem Klavier eine kurze Pause gönnt, überbieten sich Klavier und Orchester gegenseitig darin, das Konzert feierlich abzuschließen.

## Wirkung
1885 hielt Hugo Wolf das Werk gerade für gut genug, „Brillenschlangen in Träume zu lullen oder rhythmische Gefühle in abgerichteten Bären zu erwecken;“ und meinte: „… in den Konzertsaal taugt es nicht“. Die Nachwelt teilt dieses Urteil jedoch nicht: Bereits bei seiner Uraufführung war Griegs Klavierkonzert ein voller Erfolg und gehört inzwischen zu den beliebtesten Klavierkonzerten.

## Hörbeispiele
1. Satz – Anhörenⓘ/?
2. Satz – Anhörenⓘ/?
3. Satz – Anhörenⓘ/?

Es spielt(e) das University of Washington Symphony Orchestra (Seattle) unter dem Dirigat von Peter Erős mit Neal O’Doan, Klavier.